# 新田神社 (川崎市)
新田神社（にったじんじゃ）は、神奈川県川崎市川崎区渡田2-14-8にある神社。新田義貞、天照大神、大国主神、厳島媛神を祭神として祀る。

## 歴史
新田義貞が1338年に越前国で戦死した時に家臣の亘新左衛門源早勝が新田義貞の差添の名剣、七ツ入子の名鏡、錦の陣羽織をこの地に持ち帰って供養したところ、土地の人も新田義貞を追慕し、1375年に一本松の下に差添の名剣、七ツ入子の名鏡、錦の陣羽織を埋納し、廟を設営して新田大明神として鎮守とする。その後、1873年に村社に列格、その後、幣帛料供進神社。太平洋戦争により建物が焼失したが、1956年に社務所、1963年に社殿、1968年に神楽殿を再建し、1991年に再度社務所を建築した。